# 有馬惠叶
有馬 惠叶（ありま けいと、2006年9月20日 - ）は、愛媛県宇和島市出身のプロ野球選手（投手）。右投右打。中日ドラゴンズ所属。

## 経歴
小学校1年時に野球を始め、当初は主に外野手のポジションを務めた。
聖カタリナ学園高等学校へ進学した後は、入部後1か月のタイミングで発生した部内不祥事の影響で練習ができない時期が続き、この間に山本由伸を参考にしたフォームを構築した。3年時夏の愛媛県大会2回戦における今治西高戦で公式戦初登板を果たし、9回1失点の好投でチームのサヨナラ勝ちを呼び込み、夏の甲子園初出場のきっかけを作った。甲子園では初戦の岡山学芸館高戦にて7回2/3を1失点(自責点0)に抑え、自己最速を更新する146km/hを記録するなど好投を見せるも、打線が振るわず敗退した。1学年上に河内康介がいた。
2024年10月24日に開催されたドラフト会議にて、中日ドラゴンズから6位指名を受けた。11月26日、契約金3000万円、年俸540万円で入団に合意した（金額は推定）。背番号は64。担当スカウトは野本圭。

## 選手としての特徴・人物
最速146km/hのストレートを投げる。
目標とする選手に髙橋宏斗、対戦したい選手に坂本勇人を挙げている。
高校時代は1年時の夏より、部活動のサポートのために松山市内のマンションを借りた母と2人暮らしをしていた。
2025年の入寮時、「何を持ってこようか迷っていて、家に変なものがあったので今日持ってきました」とモデルガンを持参し話題になった。

## 詳細情報

### 背番号
- 64（2025年[4] - ）